# Ignacy Trzewiczek

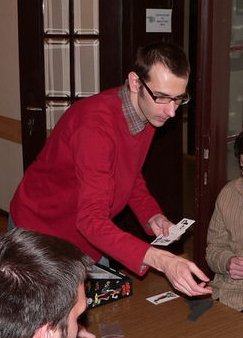
Ignacy Trzewiczek na Pionku w Gliwicach

Ignacy Adam Trzewiczek (ur. 23 września 1976 w Gliwicach) – polski twórca, wydawca i popularyzator gier RPG, karcianych i planszowych. Od 1999 roku właściciel przedsiębiorstwa Portal Games (dawniej: Wydawnictwo Portal).
Początkowo pisał artykuły i przygody do gier fabularnych, najpierw dla czasopisma „Magia i Miecz”, potem jako redaktor naczelny nieistniejącego już dwumiesięcznika „Portal”. W roku 1999 stworzył Wydawnictwo Portal, które później wydało takie produkty jak gry RPG Neuroshima, Monastyr, gra karciana Zombiaki, jak również magazyny „Gwiezdny Pirat” oraz „Świat Gier Planszowych”. Trzewiczek był nie tylko wydawcą, ale także autorem wielu z tych produktów, współtworzył m.in. polską Nową Falę RPG. W późniejszych latach skupił się na projektowaniu gier planszowych, niektóre z nich były wielokrotnie nagradzane za granicą. Oprócz tego organizuje między innymi cykliczne spotkania z grami planszowymi „Pionek” w Gliwicach, a dawniej konwent Dracool.
Laureat nagrody Identyfikatory Pyrkonu za rok 2014 w kategorii Gry.
Od lutego 2024 roku współtworzy Kanał Fantastyczny w serwisie YouTube.

## Gry stworzone przez Ignacego Trzewiczka

### Gry fabularne[8]
- Frankenstein Faktoria (2000)
- Władca Zimy (2001), nieoficjalny dodatek do pierwszej edycji systemu Warhammer Fantasy Roleplay
- Neuroshima (2002, edycja 1.5 w roku 2005)
- Wyścig (2003), dodatek do systemu Neuroshima
- Gladiator (2003), dodatek do systemu Neuroshima
- Suplement (2003), dodatek do systemu Neuroshima
- Detroit (2003), dodatek do systemu Neuroshima
- Monastyr (2004)
- Ostatnia Wspólna Jesień (2004), dodatek do systemu Monastyr
- Krew i Rdza (2004), dodatek do systemu Neuroshima
- Piraci (2005), dodatek do systemu Neuroshima
- Wbrew Regułom Wojny (2005), dodatek do systemu Monastyr
- Nordia (2006), dodatek do systemu Monastyr
- Przeciw Pierwszemu Przykazaniu (2009), dodatek do systemu Monastyr
- Ruiny (2010), dodatek do systemu Neuroshima

### Gry planszowe[9]
- Machina (2002)
- Gody (2003)
- Zombiaki (2003)
- Machina 2: Przeładowanie (2006)
- Władcy smoków (2007)
- Witchcraft (2008)
- Stronghold (2009)
- Prêt-à-Porter (2010)
- 51. stan (2010)
- Stronghold: Undead (2010), dodatek do gry Stronghold
- Zombiaki 2: Atak na Moskwę (2010)
- Nowa Era (2011), samodzielny dodatek do gry 51. Stan
- Zima (2012), dodatek do gry 51. Stan
- Konwój (2012)
- Robinson Crusoe: Przygoda na przeklętej wyspie (2012)
- Osadnicy: Narodziny Imperium (2014)
- Wiedźmin Gra Przygodowa (2014)
- Statki, Łupy, Kościotrupy (2016)
- 51 Stan: Master Set (2016)
- Pierwsi Marsjanie: Przygody na Czerwonej Planecie (2017)
- Detektyw (2018)